# Maciara
La maciara o masciara è una persona cui la cultura popolare attribuisce poteri magici, soprattutto nell'Italia meridionale.
È possibile tutt'oggi ritrovare questo termine in varie località con vari nomi, come testimoniano i testi dialettali italiani, dal Sud-Italia (come "magara" in Calabria e Sicilia , o "masciara" in Puglia) fino al Nord-Italia (come in Piemonte e Liguria "masca", o in Lombardia "maciara" o "macara").
»
Questo termine, dunque, indica una figura, propria delle culture dell'Italia meridionale, assimilabile a quella della strega che ha nel tempo affollato l'immaginario contadino italiano, e non solo.
Parlare della maciara significa restare sempre sul confine tra realtà storica e immaginario, tra documento scritto e narrazione orale, una narrazione questa che solo in parte è confluita in studi o in romanzi più o meno recenti. 
Difficile distinguere la figura della maciara o masciara o ma'ara o maara, dalla maga, termine al quale pare essere etimologicamente più vicino, da quella della strega, della fattucchiera, tutte figure comunque accomunate dalla condizione di isolamento nelle società in cui operano, benché il loro intervento fosse e sia ricercato in numerose occasioni della vita. Gli antroponimi Masciara/Masciaro/Masciari diffusi come soprannomi in Puglia e come cognomi in tutta Italia, ma concentrati soprattutto nella provincia di Catanzaro in Calabria, ci documentano un'ampia diffusione della tradizione magica, in particolare nel Centro-Sud. Numerose sono le leggende legate a questa figura, come, ad esempio, quella della gatta masciara, radicata nell'immaginario pugliese.

L'antropologo Angelo Lucano Larotonda ha definito la masciara come 
Larotonda ha, inoltre, ricostruito il dizionario della magia lucana, con numerosi riferimenti al lessico della masciara, agli oggetti d'uso magico e alle formule rituali proprie di ogni situazione che prevedesse il suo intervento.

## La maciara negli studi etnologici e antropologici
Il collegamento tra malattia e medicina popolare, con riferimento alle maciare è presente in Michele Gerardo Pasquarelli (1868-1924), medico attento alla medicina popolare che ha operato a Marsico Nuovo, considerato il fondatore dell'antropologia medica e psichiatrica per le sue analisi della malaria e della sifilide. Egli, in uno dei suoi primi scritti, così si esprime:
Fonte di grande interesse per l'acutezza dell'osservazione, sono i testi del Canonico Raffaele Riviello, testimone diretto della vita potentina, che nel paragrafo dedicato alla “Fattura” cita la “masciara”: 
Il riferimento all'impotenza maschile dovuta a sortilegio magico è l'elemento che caratterizza la trama narrativa del Satyricon di Petronio Arbitro. 

Un riferimento a questo tipo di sortilegio lo troviamo nel testo di Raffaele Riviello: 
- Fosse conseguenza di antipatia, di epa ripiena di soverchio, di nervi temporaneamente attutiti, o di altra causa fortuita e passaggiera?... No, no, ci si voleva vedere a forza la vendetta e lo zampino della fattucchiara, il nodo della mascìa, perchè
- solo così lu zito aveva potuto starsene inerte, debole e barbogio quasi attaccato con funicelle e catene misteriose, da vedere la terra promessa assaporarene l’uva dolcissima, o gustarne la bresca e il favo di miele. Quindi scongiuri, rimedii, anche misteriosi, a sfatare e rompere l’attaccatura, ancorché lo sposo dovesse arrivare, come cavallo bolso, alla fonte della bellezza o dell’amore![8]»

La figura della masciara persiste nella memoria contemporanea lucana come socialmente molto attiva ben oltre gli anni 1950/1960, e di fatto ancora oggi invocata e consultata da parte di persone di strati sociali diversi, qualora si presentino situazioni di difficoltà ricorrenti nella vita quotidiana, attribuite al malocchio, cioè al potere dello sguardo invidioso verso una persona "diversa" per bellezza, destrezza, benessere, successo, e altro. L'invidia poteva colpire le persone, gli animali e gli averi. In questi casi era richiesto l'intervento della masciara. Oggi la figura della masciara è del tutto oscurata da un rigido silenzio sociale che viene interrotto solo quando se ne parli in gruppi ristretti in circostanze mirate alla ricerca di soluzioni a situazioni psicologicamente insostenibili; in questi casi riaffiora il sapere della masciara, benché ripudiato dalla società contemporanea, con informazioni riservate su persone anziane che esercitano il potere della guarigione o della eliminazione del malocchio, detenendo formule e “ricette” ricevute per tradizione orale.
Fu proprio negli stessi anni 1950/1960 che si verificò un notevole interesse per la Basilicata, scaturito anche dal ruolo di Carlo Levi, che vi era stato confinato dal regime fascista nel 1935, prima a Grassano poi ad Aliano, in provincia di Matera; le sue osservazioni, infatti, erano confluite nel romanzo Cristo si è fermato a Eboli, pubblicato nel 1945. L'interesse per la cultura popolare lucana scaturì anche dalla lettura che della cultura popolare aveva fatto Antonio Gramsci nei suoi Quaderni del Carcere.
Ernesto De Martino, etnologo, tra il 1952 e il 1956, spinto anche dall'incontro con il sindaco-poeta di Tricarico, Rocco Scotellaro, organizzò una serie di spedizioni di ricerca in Basilicata, avvalendosi di un'équipe multidisciplinare e utilizzando il magnetofono e la cinepresa, documentando soprattutto il pianto rituale. L'uso di questi strumenti di documentazione audiovisivi contribuì a dare dignità alla tradizione orale, unico mezzo per conservare le tracce di culture subalterne, che ignorano la scrittura. Anche la magia fu oggetto dell'indagine di De Martino nei paesi di Albano di Lucania, Colobraro, Genzano di Lucania, Montemurro, Oppido Lucano, S. Costantino Albanese, Tricarico, Valsinni, Grottole, perché, come attesta Luigi Di Gianni nel 1958: 
De Martino stabilisce una stretta relazione tra assenza  e presenza degli strati sociali subalterni sulla scena della storia, se questo è il punto di vista della sua indagine, l'obiettivo è quello di definire un profilo unitario della vita culturale, nella quale avessero giusto spazio il patrimonio melodico, testi letterari, danze, costumanze e superstizioni, come espressione di un'unica visione del mondo adottata da certi strati sociali in condizioni determinate d'esistenza, definita metastoria. Storia degli strati alti e metastoria degli strati popolari, dunque, si intrecciano in De Martino in una nuova idea di unità del mondo culturale. La magia cerimoniale lucana entra in questo quadro con la fascinazione: 
Con il termine maciare De Martino intende le insidie subite da figure immaginarie o reali, come ad esempio lividi e graffi, come aveva osservato ad Albano di Lucania e a Colobraro.
In un'ottica religiosa affronta gli stessi temi Mircea Eliade. Entrambi gli studiosi condividono che il giudeo-cristianesimo abbia dato inizio a una storicizzazione della cultura occidentale, che richiedeva di ricostruirne e ricongiungerne le radici, ma Eliade si orientò verso le religioni cosmiche e ne indagò i segni nelle creazioni preistoriche e protostoriche che si sono stratificate e conservate nei millenni nelle culture esotiche, primitive e folkloriche, motivo per cui in esse ne cerca e ne analizza le radici e le persistenti tracce nella coscienza occidentale. De Martino, invece, propende per un umanesimo etnografico, che adoperi categorie di osservazione proprie della cultura nelle sue specifiche dinamiche. 
A proposito dello studioso rumeno Eliade Mircea, va sottolineato lo stretto legame delle culture meridionali italiane, in particolare la Basilicata, con la cultura rumena. Ida Valicenti, docente lucana nell'Università di Bucarest, invita a riflettere sulle similitudini tra la figura rumena della vrăjitoare e quella della masciara. Questa prospettiva di ricerca è sollecitata da quanto afferma Marina Montesano: 
E ancora: 

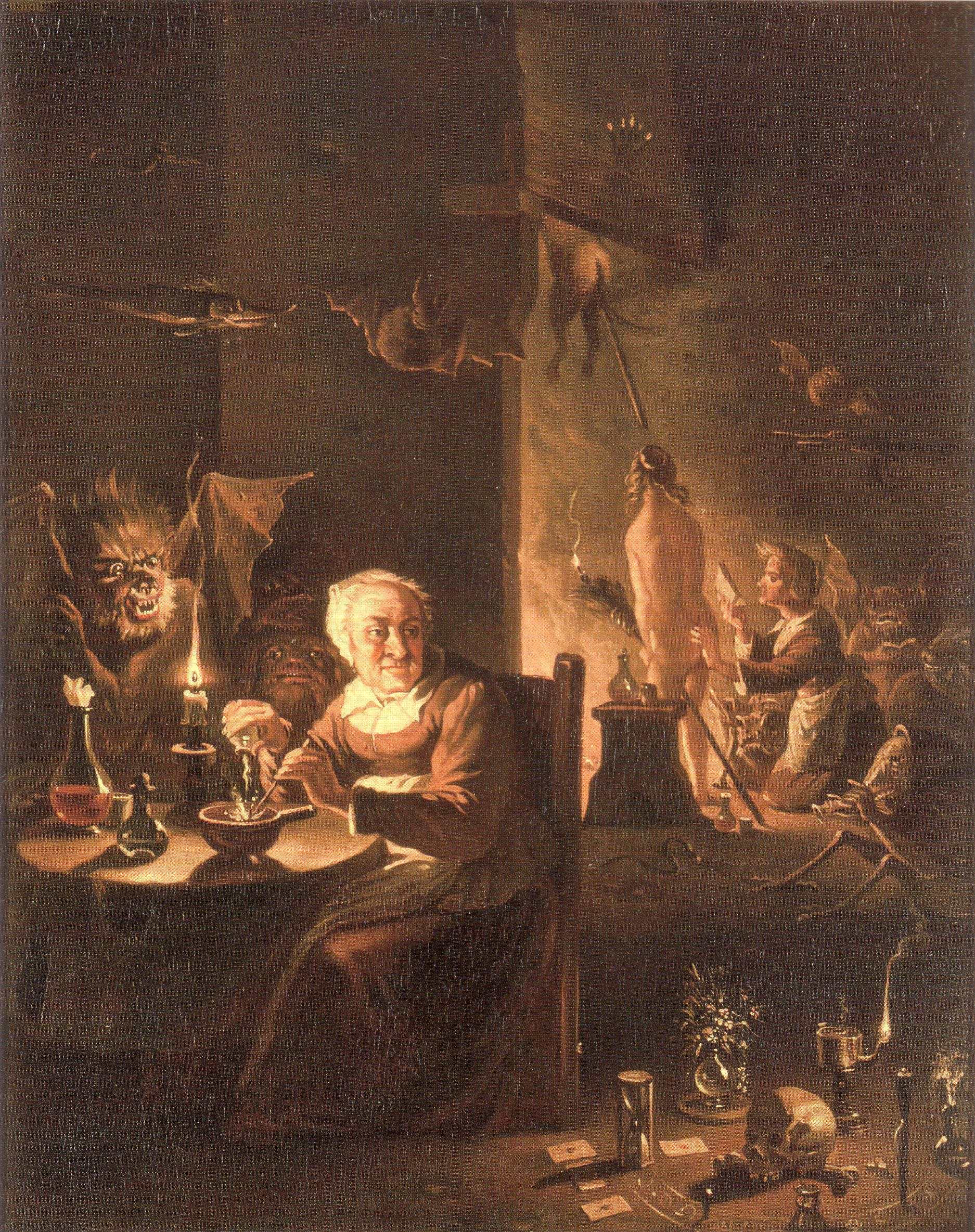
Vrăjitoare (1700)

Sono questi i territori in cui sono insediati dal I millennio a.C. i Sanniti, la cui diffusione si estende fino alle aree nord-ovest della odierna Basilicata, in costante conflitto con il potere di Roma tra la metà del IV e l'inizio del III secolo a.C., ma successivamente in un altrettanto costante processo di contaminazione culturale. La penetrazione romana nella Dacia portò, dopo forti conflitti, alla concessione ai Daci della cittadinanza romana, con la Constitutio antoniniana, promulgata nel 212 d.C. da Caracalla, la diffusione della lingua e della cultura latina fu capillare, basandosi sulle relazioni famigliari che si erano nel tempo istituite tra la popolazione autoctona e i coloni e i legionari romani, diffusione consolidatasi in particolare nella odierna Romania, di cui una parte, l'allora Dobrogea, dopo l'abbandono da parte dei Romani dei territori oltre il Danubio, continuò a far parte dell'Impero romano e, poi, dell'Impero romano-orientale, per ancora almeno tre secoli. 
Una contaminazione di culture, quella geto-daco-romana, che ha visto protagoniste anche le arti della vrăjitoare e della masciara. 

## Dalla strigs alla maciara
Dalla descrizione che Raffaele Riviello fa della masciara o fattucchiera, emergono alcuni elementi che legano questa figura alla tradizione latina delle striges, strettamente legate al venificium e ai sacrifici umani, in particolare di bambini, e delle sagae, legate al potere divinatorio. Cicerone parla delle sagae nel De Divinatione, 62-66:
 e porta Cassandra come esempio di follìa che predice il vero:

E Cicerone osserva: 
 Ciò che interessa a Cicerone in questa occasione è sottolineare la corrispondenza tra quanto tramanda la poesia di Ennio nell'Alexander e quanto documentato dal racconto di eventi reali da parte di personaggi, come Gaio Coponio, da lui considerati eminenti per saggezza e cultura.
Il percorso delle sagae si collega a quello delle Sibille, accettate e onorate in quanto attraverso i loro vaticini parla Apollo, rifiutate come Cassandra, quando si ribellano al potere del dio. 
Una fonte lucana, benché il poeta definisse Venosa, suo luogo di nascita, anceps tra Puglia e Lucania, è la poesia di Quinto Orazio Flacco, che in più d'uno dei suoi testi poetici, Sermones, VIII, Epodi, III, V, XVII, ha descritto i terribili riti di Canidia, esempio di una stregoneria sanguinaria, come quella attribuita alla strigs.
Il canonico Riviello non si sofferma sugli aspetti fisici della masciara, ma ne indica alcuni “poteri” e strumenti, che rimandano al mondo animale, piuttosto che agli uccelli, come lo sono le striges latine, riferisce, come si è detto, di relazioni con rospi e lucertole, che avverte essere abitanti abbastanza frequenti dei sottani (abitazioni a livello strada o interrati di edifici a più piani, detti soprani, oggi usati come depositi o restaurati con usi commerciali, in cui si abitava ancora a Potenza in casi isolati nella prima metà del Novecento), animali nell'immaginario popolare considerati anime di morti. Il volo notturno in cimiteri e l'uso di ossa di morti come mezzi di “spauracchio e di fatture” sono elementi comuni alle striges e alle masciare. 

## La persecuzione

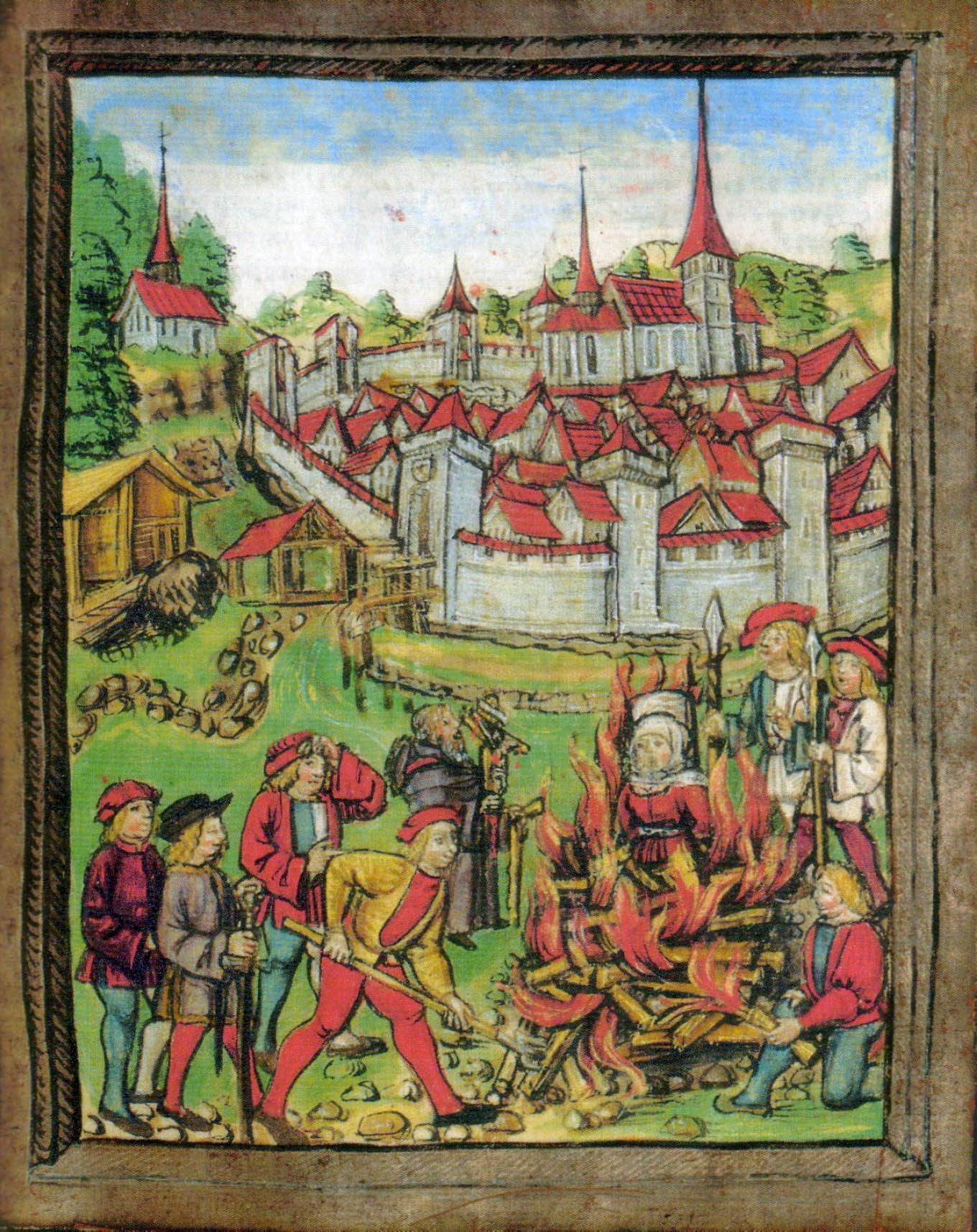
Strega bruciata sul rogo a Willisau (Svizzera), 1447

Elemento che accomuna le masciare alle diverse figure qui citate è lo stigma sociale che le spingeva ad abitare in luoghi isolati, aumentando così l'alone di mistero che le circondava. Questo isolamento fisico, attestato anche in tempi relativamente recenti, è da collegare alla convinzione che le streghe, comunque le si voglia chiamare, siano portatrici di un “potere” che la cultura dominante ha sempre inteso governare con la proibizione dei riti e con dure condanne, facendo prevalere nella loro identità le caratteristiche delle striges piuttosto che quelle delle sagae.
La caccia alle streghe è la punta più violenta dello stigma sociale. 
Il primo accenno storico della caccia alle streghe si ha nel II millennio a.C. con il Codice di Hammurabi che condanna i maghi e gli stregoni, anche se non per il ruolo che esercitavano, ma per i danni che potevano causare alle persone.
Nella Grecia antica, nel 338 a.C. circa, Teoride di Lemno fu giustiziata insieme con i suoi figli perché accusata di aver gettato incantesimi.
Le figure di Circe e di Medea, nella tradizione letteraria greca antica, attengono a questa sfera di visione negativa dei poteri delle donne, in cui entrano in gioco, trasformazioni in animali, veleni e bambini come vittime. 
La storia della interpretazione di Medea da Euripide a Christa Wolf è sintesi della valutazione negativa, e del tentativo del suo riscatto, della donna che possiede il dono della preveggenza e che è detentrice di poteri che non rispettano le regole della cultura dominante. 
Nel Satyricum di Petronio Arbitro sono strettamente collegati cadaveri di bambini e le lotte tra le striges e chi volesse metterle in fuga, lotte che producevano lividi e graffi sul corpo dell'antagonista, fenomeni osservati da De Martino ad Albano di Lucania e Colobraro.
I veneficia attribuiti alle striges erano proibiti nella Roma antica da una specifica legislazione, come la lex Cornelia de sicariis et veneficiis, emanata da Lucio Cornelio Silla nell'81 a.C. Essa condannava chiunque preparasse e utilizzasse veleni contro persone, in particolare venivano colpite le donne, non pochi, infatti, furono in epoca romana gli episodi di accuse contro di loro e di condanne a morte.
Momento di passaggio e nello stesso tempo di saldatura tra la visione pagana e quella cristiana della magia, si ha con la nascita della demonologia cristiana, alle cui origini è Agostino di Ippona (395-430), che ai demoni dedica il De divinatione daemonum e passi del De civitate Dei. Agostino è il punto di connessione con la magia pagana rappresentata nei Metamorphoseon libri XI da Apuleio, di cui il filosofo cristiano critica, in particolare, il De deo Socratis.
L'uccisione di Ipazia da parte di una folla inferocita, nel 415 d.C., conferma come la figura di una donna, una matematica erede della tradizione scientifica greca, potesse per questa sua identità, essere ritenuta capace di arti magiche. 
Benché il Canon episcopi definisse la credenza popolare delle streghe frutto di superstizione, la caccia a esse tra il 1450 al 1750, nell'era della Riforma protestante, della Controriforma e della guerra dei trent'anni, soprattutto sotto la spinta del Malleus maleficarum (1486) di Heinrich Krämer (detto Institor, 1430 ca.-1505) produsse tra le 35 000 e le 100 000 vittime, le ultime esecuzioni per stregoneria in Europa si tennero nel XVIII secolo. Nell'Africa sub sahariana, nella Papua Nuova Guinea, in Arabia Saudita e nel Camerun sono tutt'oggi in vigore leggi contro l'arte magica. 
Una lettura della caccia alle streghe come caccia alle donne detentrici di una qualche forma di potere, anche solo culturale, e di esercizio di libera scelta è portata avanti da Silvia Federici, che nell'esaminare le cause di quella che definisce “guerra in atto contro le donne”, ne esamina gli aspetti della violenza domestica e sessuale, come parte del tentativo odierno di ricondurre il ruolo della donna alla riproduzione, per rafforzare la società neoliberista. Caccia alle streghe, guerra alle donne è, dunque, un'indagine sulle cause di questa nuova violenza, ma anche un richiamo alle donne a reagire, partendo dalla memoria del passato come arma per le loro battaglie a venire.
Un interessante episodio che riguarda la memoria del passato da cui osservare e interpretare la condizione della donna, episodio che, per altro, attesta il persistere in tempi relativamente recenti della “caccia alle streghe” come caccia a donne di potere in qualunque misura e ambito, è descritto nell'edizione del 19 dicembre 1912 del Giornale di Basilicata, che riporta la nota di una corrispondente da Napoli, che si firma Lia, dal titolo Prete e maestra in armi, nella rubrica Motivi di cronaca.

La redattrice scrive: 